# Ectatosticta helii
Espèce
Ectatosticta helii est une espèce d'araignées aranéomorphes de la famille des Hypochilidae.

## Distribution
Cette espèce est endémique du Sichuan en Chine,. Elle se rencontre vers Jiangyou.

## Description
La femelle holotype mesure 11,86 mm.

## Étymologie
Cette espèce est nommée en l'honneur de Li He.

## Publication originale
- Li, Yan, Lin, Li & Che, 2021 : « Challenging Wallacean and Linnean shortfalls: Ectatosticta spiders (Araneae, Hypochilidae) from China. » Zoological Research, vol. 42, no 6, p. 791-794 & I-XXXIII.